# Серопревалентність
Серопревалентність — це кількість осіб у популяції, які мають позитивний результат тесту на певне захворювання на основі серологічних зразків (сироватки крові); часто подається як відсоток від загальної кількості або від 100 000 протестованих осіб. Оскільки позитивна ідентифікація захворювання зазвичай ґрунтується на наявності антитіл до цього захворювання (особливо при вірусних інфекціях, таких як простий герпес, ВІЛ та SARS-CoV-2 ) це число незначне, якщо специфічність антитіл є низькою. 